# Kameleontporing
Kameleontporing (Ceriporia viridans) är en svampart som först beskrevs av Berk. & Broome, och fick sitt nu gällande namn av Donk 1933. Enligt Catalogue of Life ingår Kameleontporing i släktet Ceriporia,  och familjen Phanerochaetaceae, men enligt Dyntaxa är tillhörigheten istället släktet Ceriporia,  och familjen Hapalopilaceae. Arten är reproducerande i Sverige. Inga underarter finns listade i Catalogue of Life.

## Bildgalleri

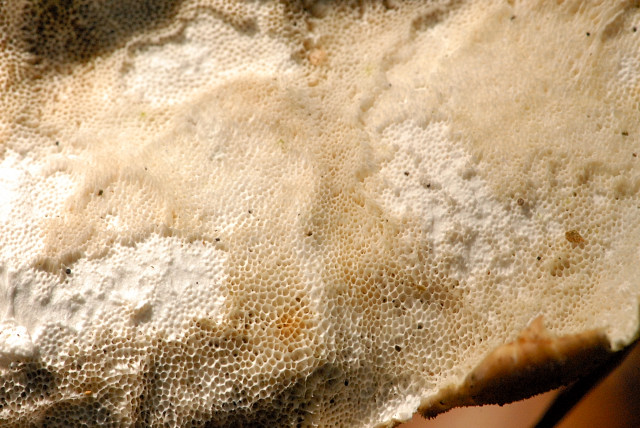
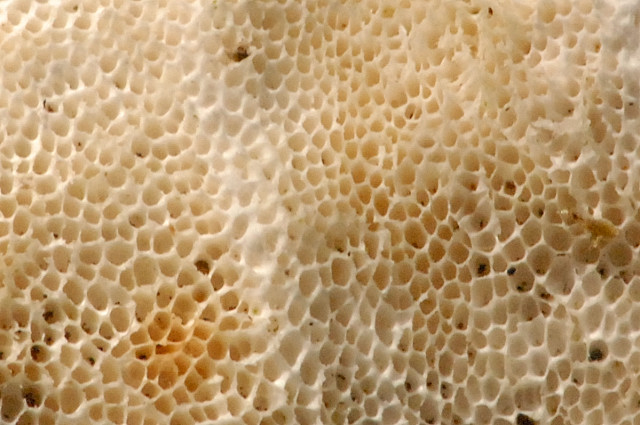